# Chistochina River
Der Chistochina River ist ein 77 Kilometer langer rechter Nebenfluss des Copper Rivers im Süden des US-Bundesstaats Alaska. 

## Geographie

### Verlauf
Er wird von der westlichen Gletscherzunge des Chistochina-Gletschers an der Südflanke der Alaskakette gespeist. Der Chistochina River fließt südwärts und mündet 72 Kilometer nordöstlich von Glennallen am Tok Cut-Off an der Grenze des Wrangell-St.-Elias-Nationalparks in den Copper River, der in den Golf von Alaska fließt.

### Nebenflüsse
Der West Fork Chistochina River mündet rechtsseitig in den Oberlauf des Chistochina River. Der neun Kilometer lange Gletscherfluss entwässert einen Gletscher, der zwischen Gakona- und Chistochina-Gletscher verläuft. 
Der Middle Fork Chistochina River wird von der östlichen Gletscherzunge des Chistochina-Gletschers gespeist. Er fließt 35 Kilometer in südlicher Richtung und mündet linksseitig in den Chistochina River.
Der East Fork Chistochina River bildet den Abfluss des 916 m hoch gelegenen Mankomen Lakes. Er fließt 29 Kilometer nach Süden und mündet linksseitig in den Unterlauf des Chistochina River.

## Name
Henry Tureman Allen dokumentierte im Jahr 1887 „Chitsletchina“ und „Chistotchina“ als Bezeichnungen der Ureinwohner Alaskas für den Fluss. R. H. Geoghegan zeichnete später den Namen „Che-les'-chi-tna“ auf und gab als Übersetzung „Murmeltier-Bach“ an.